# Jarentowskie Pole
Jarentowskie Pole (prononciation : [jarɛnˈtɔfskʲɛ ˈpɔlɛ]) est un village polonais de la gmina de Chotcza dans le powiat de Lipsko de la voïvodie de Mazovie dans le centre-est de la Pologne.
Il se situe à environ 3 kilomètres au sud-ouest de Chotcza (siège de la gmina), 12 kilomètres au nord-est de Lipsko (siège du powiat) et à 124 kilomètres au sud-est de Varsovie (capitale de la Pologne).

## Histoire
De 1975 à 1998, le village appartenait administrativement à la voïvodie de Radom.